# Elegantinia
Elegantinia is een uitgestorven geslacht van tweekleppigen uit de  familie van de Myophoriidae.

## Soort
- Elegantinia elegans (Dunker, 1849) †